# Trathala puncta
Trathala puncta là một loài tò vò trong họ Ichneumonidae.